# (517) Edith
(517) Edith ist ein Asteroid des Hauptgürtels, der am 22. September 1903 von Raymond Smith Dugan entdeckt wurde.
Der Asteroid ist nach der Schwester des Entdeckers, Edith Dugan Eveleth, benannt.